# Smagsløg
Smagsløgene er vigtige for smagssansen. De sidder på tungen og registrerer forskellige smagsstoffer, hvorefter de sender impulser til smagscenteret i hjernen.
Smagsløgene ligner små løg og måler cirka 0,05 millimeter. De indeholder omkring 5-18 smagsceller og nogle umodne smagsceller og næringsceller. En smagscelle lever kun omkring en enkelt uge, hvorefter nye celler dannes i de ydre celler i løget (i epithelcellerne). Nervefibre går som en stilk op i løget og ender cirka en tredjedel oppe i receptorcellerne. De fleste smagsløg har øverst nogle små trådformede udvækster, såkaldte mikrovilli. Deres funktion menes at sikre en hurtig optagelse af smagsstofferne.